# Josef Albers
Josef Albers (19. března 1888 Bottrop – 25. března 1976 New Haven) byl americký malíř německého původu, představitel abstraktního malířství a op-artu a umělecký pedagog.

## Život
Narodil se ve Vestfálsku v Německu. Vystudoval učitelství a v letech 1908–1913 učitelem také byl. Nakonec se však rozhodl pro umění. V letech 1913–1915 získal vzdělání na berlínské Akademii a v letech 1916–1920 na Uměleckoprůmyslové škole v Essenu u Thorna-Prikkera a na mnichovské Akademii u F. von Stucka. V roce 1920 se zapsal na proslulou uměleckou školu Bauhaus, která v té době sídlila ve Výmaru. O dva roky později už na Bauhausu učil design a v roce 1925 byl jmenován řádným profesorem. V tomto roce se Bauhaus přestěhoval do Desavy.
Po rozpuštění Bauhausu v roce 1933 (pod tlakem nacistů), Albers odešel do USA, kde začal vyučovat na škole Black Mountain College v Severní Karolíně. Mezi jeho studenty zde patřili například Robert Rauschenberg, Robert Motherwell, Willem de Kooning nebo Susan Weilová. V roce 1950 Albers školu opustil a stal se ředitelem katedry designu na Yaleově univerzitě. K jeho žákům zde patřili Richard Anuszkiewicz či Eva Hesseová. Roku 1955 se zúčastnil Documenty 1 v Kasselu. Naposledy učil roku 1958.
V roce 1963 Albers vydal teoretickou studii The Interaction of Color, která měla velký ohlas mezi nastupující generací umělců. Albers byl jedním z prvních moderních umělců, kdo zkoumal působení barev na psychiku. Velká část Albersových obrazů je tvořena pouhými soustřednými čtverci vytvořené čistými barvami, přičemž barva na plátna byla nanášena nožem přímo z tuby. Barevné kombinace překrývajících se čtverců byly přesně v souladu s jeho teoriemi barvy. Někteří teoretici tyto obrazy přiřadili k hnutí Op Art, častěji bývá však řazen k abstraktnímu hnutí. Albers je také považován za předchůdce op-artu a minimalismu.
Navrhoval též nábytek a skleněné artefakty. Rovněž fotografoval. Jeho ženou byla Anni Fleischmannová, textilní designérka. Vzali se roku 1915.